# Instituto de Botánica del Nordeste
El Instituto de Botánica del Nordeste (IBONE), con sede en la Facultad de Ciencias Agrarias de la Universidad Nacional del Nordeste (UNNE), es un instituto de investigación que se constituyó en el mes de diciembre de 1977, por un convenio entre el Consejo Nacional de Investigaciones Científicas y Técnicas (CONICET) y la UNNE en Corrientes (Argentina).
Actualmente en el IBONE se desempeñan numerosos investigadores, técnicos y becarios en seis áreas principales: Taxonomía, Citogenética y Evolución, Anatomía, Genética de Pastos, Fisiología Vegetal y Biotecnología, y Genómica Funcional. 
Asimismo, se brindan servicios y asesoramiento a terceros dentro de cada una de las áreas mencionadas. El instituto tiene como meta brindar conocimientos y servicios científico-tecnológicos para comprender la biodiversidad de la región, elaborar estudios de base ambiental y para el desarrollo productivo sustentable de la región y del país.

## Áreas y Líneas de Investigación
- Taxonomía
- Área de Anatomía Vegetal y Embriología
- Área de Citogenética y Evolución vegetal
- Área de Genética y Mejoramiento de especies forrajeras
- Área de Genética y Mejoramiento de especies forrajeras
- Biotecnología Aplicada y Genómica Funcional

## Herbario
En la sede del instituto se encuentra uno de los herbarios más importantes de Latinoamérica. Cuenta con alrededor de 500.000 ejemplares de plantas vasculares, 30.000 ejemplares de líquenes y 8.000 de hongos, gran parte provenientes del norte de Argentina, Bolivia, Brasil y Paraguay, así como también de distintos lugares del mundo. La colección de Líquenes es la más importante del país. Fue fundado en 1965 e identificado con el acrónimo CTES.   

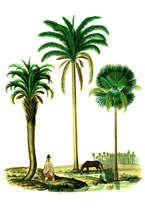
Lámina de Alcide D’Orbigny en “Voyage dans l’Amerique Méridionale” (1847)

En marzo de 2013 se le impuso el nombre “Dra. Carmen L. Cristóbal”, en reconocimiento a quien fuera su primera curadora.   
El logo del Herbario es una lámina publicada en 1847 por Alcide D’Orbigny en su obra “Voyage dans l’Amerique Méridionale”, en la que están representadas tres palmeras que crecen en Corrientes: Butia yatay, yatay (izquierda), Arecastrum romanzoffianum, pindó (centro) y Copernicia alba, caranday (derecha). Constituye la primera ilustración científica referida a la flora correntina.

### Herbario virtual
Actualmente, se está realizando la sistematización de datos del herbario que conforman una colección digital que facilitará el acceso a la información que posee el IBONE, ya que cuenta con personal especializado en taxonomía para la identificación de las diferentes especies que posee el herbario.

## Revista Bonplandia Corrientes
El IBONE, además, edita una revista científica especializada llamada Bonplandia (Corrientes). Es una revista abierta a artículos originales sobre taxonomía, anatomía, morfología, fisiología, genética, citogenética, biotecnología aplicada y genómica funcional, etnobotánica, palinología, florística, ecología y otras áreas de la biología vegetal, referidos a todos los grupos de plantas y organismos relacionados (cianobacterias, algas, hongos y líquenes), tanto actuales como fósiles. Los artículos de nuestra revista están enfocados a las disciplinas antes citadas abarcando el continente americano. Se edita un volumen anual con dos entregas semestrales, una en febrero-julio y otra en agosto-enero, publica la primera quincena de febrero y agosto.